# Kenny Rogers
Kenny Rogers (Houston, 1938. augusztus 21. – Sandy Springs, 2020. március 20.) háromszoros Grammy-díjas amerikai zenész, színész.
Leginkább country-zenészként lett ismert, de más műfajokban is jeleskedett, például a pop és a rock műfajában. Kenny-nek több felesége is volt az évek során. 1950-ben kezdődött zenei karrierje, amikor kiadta az első slágerét, That Crazy Feeling (Az az őrült érzés) címmel. Miután kiadta ezt a számot, csatlakozott a "The Bobby Doyle Three" jazz-bandához. 1965-ben azonban feloszlott ez a csapat, így Rogers visszatért a szólózenész karrierhez.
1966-ban újabb együtteshez csatlakozott: a The New Christy Minstrels-hez, ahol énekes volt. Ez az együttes szintén felbomlott sikertelenség miatt, ezért Kenny és a Minstrelsből megmaradt pár tag új csapatot alapított, The First Edition (Az első kiadás) névvel. Tagjai: Kenny Rogers, Mike Settle, Terry Williams, Thelma Camacho és Kin Vassy. (Settle, Williams és Camacho a Minstrels-ből megmaradt zenészek voltak, Vassy később csatlakozott hozzájuk.) 1976-ban azonban ez az együttes is feloszlott.
Több filmben és sorozatban is szerepelt. Rogers 81 lemezt jelentetett meg pályafutása alatt, a karácsonyi és válogatáslemezeket is beleértve.
2013-ban beiktatták a Country-hírességek Csarnokába.

## További információ
- Hivatalos oldal
- Kenny Rogers a Facebookon
- Kenny Rogers a PORT.hu-n (magyarul)
- Kenny Rogers az Internetes Szinkronadatbázisban (magyarul)
- Kenny Rogers az Internet Movie Database-ben (angolul)
- Kenny Rogers a Rotten Tomatoeson (angolul)